# 松尾均 (地方公務員)
松尾 均（まつお ひとし、1946年 - ）は、日本の地方公務員。東京都交通局長や、はとバス代表取締役社長を務めた。

## 人物・経歴
岡山県生まれ。中央大学法学部卒業後、東京都庁入庁。東京都交通局経営企画室長、東京都交通局自動車部長、東京都交通局総務部長、東京都交通局次長を経て、2002年東京都交通局長。2005年株式会社はとバス代表取締役社長に転じ、以後リストラによる財政基盤確立や、営業強化などを進め、大幅な増収を実現した。2011年任期満了退任。のち、川崎市バス事業路線検討委員会委員、一般財団法人東京都弘済会評議員。